# 역사학회
역사학회는 역사학의 국내외의 연구와 발표를 통한 역사학 발전을 위해 1952년 3월 1일에 '사단법인 역사학회'로 설립된 대한민국의 학술단체이다. 초대 회장은 홍이섭이며, 한국사와 서양사를 전공하는 학자들을 중심으로 하였다. 매년 1회 정도 발표회를 개최하고 있다.